# Eugenio Finardi

Eugenio Finardi alla chitarra in un concerto del 1979

Eugenio Finardi, nato Eugenio Gustavo Finardi (Milano, 16 luglio 1952), è un cantautore e polistrumentista italiano.

## Biografia
Eugenio Gustavo Finardi è nato a Milano nel 1952 da Eloise Degenring, cantante lirica e insegnante statunitense, e da Enzo Finardi, un tecnico del suono di origini bergamasche. Eugenio, dotato di spiccate qualità canore, all'età di 9 anni partecipò all'incisione di un vinile per bambini di sei canzoni intitolato Palloncino rosso fuoco e prodotto dalla "Angelicum Frati Minori". Trascorse la sua adolescenza tra la città meneghina e la casa materna di Boston, dove studiò l'inglese e teatro filodrammatico presso la Tufts University di Medford (Massachusetts), ottenendo il doppio passaporto italiano e statunitense.

### Gli esordi
Sul finire degli anni sessanta Finardi decise di restare in Italia, muovendosi nelle scene del rock milanese dapprima in una band chiamata The Tigers e in seguito con personaggi come il giovane batterista Walter Calloni e il giovane chitarrista italo-brasiliano Alberto Camerini. Con questi ultimi formò un piccolo gruppo rock chiamato Il Pacco per esibirsi prima nei locali milanesi e poi via via nella provincia e oltre e fino a partecipare alla manifestazione di Zerbo (PV) del Festival del proletariato giovanile Re Nudo del 1972. Il successo del gruppo continuò anche nei mesi e anni successivi e a loro si aggiunsero anche i chitarristi Lucio Bardi e Claudio Rocchi.
Gli esordi professionali di Finardi risalgono al 1970, quando entra nel gruppo di Marino Marini come chitarrista, accompagnando anche la cantante Niky; nello stesso periodo lavora come corista negli studi di registrazione come componente dei 3+3 di Paola Orlandi (insieme a Marco Ferradini e Paki Canzi), con cui partecipa a numerose incisioni, tra cui Montagne verdi, primo successo di Marcella Bella.
Nel periodo 1970-1973 Finardi collaborò anche con gruppi musicali come gli Stormy Six e lavorò come session man per altre band esordienti italiane, scrivendo anche testi in lingua inglese e perfezionando le sue conoscenze musicali italo-americane sia del rock and roll che nel funk. Inoltre nel 1972 suonò anche l'armonica in due brani del primo album dei Fratelli La Bionda e cercando contemporaneamente di farsi notare anche come cantante.

### I primi dischi ed Extraterrestre
Nel 1973 iniziò la collaborazione con la Numero Uno pubblicando nel suo primo 45 giri Spacey Stacey e Hard Rock Honey, due brani con sonorità vicine all'hard rock e cantati in inglese, di cui scrisse le musiche mentre la cantautrice californiana Marva Jan Marrow ne scrisse i testi.
Decise quindi di passare alla lingua italiana scrivendo testi diretti e impegnati e firmando un contratto con la Cramps, pubblicando così il suo primo album Non gettate alcun oggetto dai finestrini del 1975 e contenente la cover rock della canzone folk Saluteremo il signor padrone.
Nel 1976 ottenne il primo successo con l'album Sugo che, contenente due delle sue canzoni più famose, Musica ribelle e La radio, fu seguito dall'album Diesel del 1977 e che contiene altri brani divenuti famosi come Non è nel cuore, Diesel e Non diventare grande mai. Per i suoi album suonarono Patrizio Fariselli, Ares Tavolazzi e Paolo Tofani, già membri del gruppo musicale Area.
Dalla collaborazione con la band Crisalide nacque poi l'album del 1978 Blitz che conterrà, tra gli altri, Extraterrestre. Nello stesso album è contenuto anche il brano Cuba, dove si nota marcatamente il disagio dovuto al riflusso culturale nell'Italia di quegli anni.
Sempre con i Crisalide pubblicò Roccando rollando del 1979 e album con cui in buona parte l'artista si allontana dalle sonorità rock dei dischi precedenti, per accostarsi al reggae nel brano Legalizzatela e al calypso di 15 bambini, con cui partecipò al Festivalbar 1979), più la ballad acustica in La canzone dell'acqua.
Per il cantante, gli ultimi anni settanta sono anche il periodo di brani impegnati e in cui cavalca sia l'onda della contestazione giovanile che i temi delicati come la droga a sua volta approfonditi nei testi di Legalizzatela e di Scimmia.

### Gli anni Ottanta
Dopo il successo di Extraterrestre, Finardi trascorse un breve periodo a Londra per poi trasferirsi a Carimate e lavorare alla produzione di un album presso gli studi di registrazione Stone Castle e dove incise l'album Finardi nel 1981 e album in cui nei testi di alcuni brani Finardi collaborò con Valerio Negrini. In quest'album domina la canzone Trappole e Patrizia, brano dedicato alla sua compagna, da poco conosciuta e che divenne sua moglie.
Dopo un disco in lingua inglese Secret Streets, dove rivisita anche alcuni brani del disco precedente, nel 1983 è la volta di Dal blu che contiene Le ragazze di Osaka, in seguito reincisa con Rossana Casale, e Amore diverso. L'album fu ispirato e dedicato alla figlia primogenita Elettra, nata nel 1982 e affetta dalla sindrome di Down. A tal proposito Finardi successivamente appoggiò le associazioni di volontariato per minori disabili o disagiati in genere e scrisse altresì la prefazione al libro Come pinguini nel deserto che raccoglie l'esperienze di genitori di bambini down.
Del 1984 è invece l'album live Strade e dell'anno successivo il singolo Vorrei svegliarti, con cui esordì al Sanremo 1985 e preludio dell'album Colpi di fulmine e lavoro che si evolse verso registri più sincopati e di matrice jazz.
Entrato in contrasto con le tendenze commerciali dell'epoca e in varie divergenze con l'industria musicale italiana, il cantautore si trasferì quindi per sei mesi negli Stati Uniti e poi, con il rimpianto nei confronti del Bel Paese, rientrò in Italia per lavorare a Dolce Italia, brano e omonimo album pubblicato nel 1987.
Nel 1989 il cantautore pubblicò l'album Il vento di Elora contenente il brano Vil Coyote e dove tracciò similitudini tra la vita reale e i personaggi più noti dei cartoni animati americani.

### Gli anni Novanta
Nel 1990, con La forza dell'amore rivisitò in chiave più moderna alcune sue canzoni, con altresì la partecipazione di Ligabue, Ivano Fossati e Rossana Casale. Nello stesso anno nacque anche il suo secondo figlio, Emanuele.
Dopo l'album Millennio del 1991, uscì Acustica, contenente il brano Katia (1993) e Le donne di Atene, una traduzione firmata insieme ad Alberto Camerini della canzone di Chico Buarque de Hollanda Mulheres De Atenas. Nel 1992 scrisse Cinquecento sogni, jingle dello spot di quell'anno della nota automobile. Nel 1996 incise Uno di noi, versione italiana del successo di Joan Osborne One of Us; la canzone, ricalcando il testo originale, affronta i temi legati alla fede in Dio.
A metà del decennio, Finardi cominciò a dare segni di insofferenza rispetto all'industria discografica, periodo che coincise col brano Amami Lara, mentre Accadueo è l'album del 1998, che l'anno dopo viene ripubblicato con l'aggiunta del brano citato, ispirato al personaggio immaginario di Lara Croft, protagonista dei videogiochi della serie Tomb Raider.
Sul finire degli anni novanta entrò in crisi anche il rapporto con la moglie Patrizia, che sfocerà in una separazione. Il cantante avrà successivamente, nel luglio 1999, una terzogenita figlia, Francesca, da un'altra compagna.

### Anni Duemila
Dopo aver adempiuto agli obblighi contrattuali del mercato discografico dell'epoca, con l'inizio del nuovo millennio Finardi tornò finalmente a far riferimento all'ambiente della musica alternativa, dedicandosi intensamente a vari progetti di nicchia. Con Francesco Di Giacomo, cantante del Banco del Mutuo Soccorso, e Marco Poeta, dedicò un disco al Fado, la musica portoghese. Il silenzio e lo spirito è del 2003 ed è un album d'indubbio fascino, registrato dal vivo, nel quale esplora il rapporto tra la Musica e l'Assoluto, con brani come Orleans di David Crosby, Hallelujah di Leonard Cohen e Il ritorno di Giuseppe di Fabrizio De André.
Il 2005 fu l'anno di Anima Blues in cui Finardi celebrò il suo amore per questo genere, un album di inediti in inglese che ricevette consensi dalla critica e positive recensioni su riviste di settore. Anima Blues, coprodotto dal chitarrista Massimo Martellotta, vide Pippo Guarnera all'Hammond e Vince Vallicelli alla batteria, per una fortunata tournée con più di cento concerti. Nel 2007, uscì la raccolta antologica Un uomo che ripercorre i diversi momenti della carriera finardiana comprendente una compilation di inediti, provini e rarità. Il 2008 fu invece l'anno del debutto teatrale. Al Teatro dei Filodrammatici di Milano andò in scena la prima di Suono da cui venne estratto l'omonimo DVD prodotto da Gianni Salvioni, spettacolo in cui l'artista raccontò, attraverso monologhi e canzoni, oltre trent'anni di carriera.
Nello stesso anno, Finardi si cimentò con la Classica Contemporanea ne Il cantante al microfono, disco e concerto per voce e sestetto classico. Assieme all'ensemble Sentieri selvaggi, diretto da Carlo Boccadoro, eseguì le canzoni del poeta russo Vladimir Semënovič Vysockij, orchestrate dal compositore Filippo Del Corno e tradotte da Sergio Secondiano Sacchi. L'album vinse la Targa Tenco per la migliore interpretazione. Con l'ensamble Entr'Acte, diretto da Carlo Boccadoro, registrò La Storia Del Piccolo Sarto del compositore ungherese Tibor Harsany, liberamente tratta dalla favola dei fratelli Grimm, con la quale esordì al Teatro alla Scala di Milano il 27 gennaio del 2010. Sempre con Entr'Acte e Boccadoro, tornò nello stesso l'anno seguente, con I Cavoli a Merenda, su musiche dello stesso Boccadoro e testi di Sergio Tofano.
Nell'aprile 2009, Finardi partecipò all'incisione del brano Domani 21/04.2009 di Mauro Pagani, i cui proventi furono devoluti alle popolazioni colpite dal terremoto dell'Aquila. Sempre nel 2009, cantò nell'album di Claudio Baglioni Q.P.G.A., nella canzone Lungo il viaggio, che è il titolo originale della canzone più nota con il titolo In viaggio. Nel marzo 2010 produsse l'album L'occhio della Luna della giovane cantautrice Roberta Di Lorenzo, da lui scoperta a un'audizione tre anni prima. A inizio 2011 Il cantante al microfono diventò il titolo di un DVD distribuito da Medusa, edito dalla casa discografica Ermitage, contenente l'intero concerto e prodotto da Gianni Salvioni. Il 21 gennaio dello stesso anno uscì il primo libro, scritto da Eugenio Finardi a quattro mani con Antonio G. D'Errico: Spostare l'orizzonte - come sopravvivere a 40 anni di Rock, edito da Rizzoli, in cui Finardi espone la sua filosofia di vita.

### Anni recenti
Il 28 gennaio 2011 iniziò anche l'Eugenio Finardi Electric Tour 2011, una rassegna di date che segnò il suo ritorno al rock delle origini, riproponendo brani degli esordi.
Partecipò alla 62ª edizione del Festival di Sanremo con il brano E tu lo chiami Dio, canzone che portò la firma della cantautrice Roberta Di Lorenzo, arrivando in finale. Nei giorni del Festival uscì anche Sessanta, triplo album con 5 inediti. Nuovo Umanesimo vede Finardi tornare alle sonorità e alle tematiche degli esordi e dà il nome al tour che lo vede impegnato fino all'autunno.
Il 1º maggio 2011 fu invitato ad aprire il Concertone di Roma, con l'inno di Mameli in versione taranta/rock, mentre a settembre, al Traffic Festival di Torino e al Palasharp di Milano, partecipò all'omaggio alla Cramps records, etichetta con cui aveva debuttato oltre trent'anni prima. Nella stessa sera, oltre a Finardi, si esibirono anche Claudio Rocchi e i riuniti Area. Al Concertone del 1º maggio 2012, Mauro Pagani lo invitò a interpretare Like a Rolling Stone di Bob Dylan. Nel corso dello stesso mese si esibisce a Musica da Bere dove viene premiato con la Targa alla Carriera.
Nella primavera 2013, il gruppo Elio e le Storie Tese lo chiamò a cantare A Piazza San Giovanni, canzone scritta da loro nel suo tipico stile, che fa da prologo al singolo Complesso Del Primo Maggio tratto dal loro CD Album biango.
Dal 2012 alla fine del 2013 Finardi è impegnato nel Nuovo Umanesimo Tour sia nella versione elettrica, sia nella versione acustica Parole & Musica, accompagnato solo da pianoforte e chitarra, adatta ad ambienti più raccolti che permettono di instaurare un dialogo più intimo con gli spettatori.
Nelle pause del tour, inizia a comporre nuovi brani inediti in italiano, ispirati dalla realtà quotidiana segnata dalla pesante crisi economica. Molti pezzi nascono durante una tempesta tiroidea che gli causa una fibrillazione atriale che lo porterà all'ablazione radiologica della tiroide. Da qui l'ispirazione per il titolo del nuovo album: Fibrillante.
Il giorno del suo 61º compleanno una cardio-versione riporta il cuore a ritmo e nei mesi seguenti incide a Torino i dieci brani del disco, con la produzione di Max Casacci e la coproduzione di Giovanni Maggiore. A ottobre si reca a New York per masterizzare il tutto allo Sterling Sound con Greg Calby.
Il 28 gennaio 2014 esce Fibrillante, anticipato dal lyric video di Come Savonarola.
Nel 2015, oltre a continuare incessantemente l'attività live, è direttore artistico del Primo Maggio Bologna e direttore artistico del Natale Nelle Grotte, manifestazione organizzata presso le Grotte di Castellana a 70 metri di profondità, e alla quale invita Simone Cristicchi, Stefano Bollani e Claudio Baglioni. Entrambi gli incarichi verranno riconfermati per il 2016.
Il 2016 è l'anno di 40 Anni di Musica Ribelle: un progetto volto a recuperare il senso di un atteggiamento artistico ed esistenziale, nato dal casuale ritrovamento dell'archivio Cramps con i nastri originali dei primi 5 album di Eugenio Finardi ma anche immagini inedite e testimonianze. Prendono così vita dall'inizio dell'anno una serie di progetti ispirati alla Musica Ribelle. Il lavoro di recupero e ristampa delle tracce originali dei suoi primi dischi è minuzioso e procede di pari passo col recupero di materiale fotografico ed iconografico d'archivio e con la realizzazione di uno speciale televisivo per Sky Arte HD che documenta tutto il lavoro. In parallelo, ad aprile 2016 parte il tour 40 Anni di Musica Ribelle nel quale Finardi ripropone tutte le tracce del suo disco cult Sugo uscito nel 1976 e ritenuto tra i 100 migliori album italiani di sempre secondo Rolling Stone.
La tournée sconfina addirittura verso oriente, dove Eugenio è invitato a suonare per un tour di tre date tra Shanghai, Pechino e Hefei ed a tenere una master class all'Università di Pechino. In autunno, con il supporto di Universal Music Italia, finalizza il lavoro discografico ed iconografico realizzando uno speciale box in doppio formato, CD e LP, che contiene, oltre ai 5 album rimasterizzati dai nastri originali, anche un book di fotografie d'archivio ed interventi di colleghi e critici musicali, tre stampe artistiche e tre figurine adesive. Il 4 novembre organizza il concerto-evento al Teatro Dal Verme di Milano dal titolo Musica Ribelle - La Reunion dove per la prima volta riunisce sullo stesso palco i musicisti che hanno contribuito ai suoi primi album e tour. Il tour continua poi per tutto il 2017 nella variante 40 Anni di Musica Ribelle - Diesel Edition con scaletta incentrata sul disco Diesel del 1977.
Inoltre a ottobre 2017 torna in radio come conduttore in due differenti programmi: il primo su Radio2, dal titolo Me Anziano YouTuberS condotto insieme a Federico Bernocchi e Claudio Di Biagio; il secondo su Radio InBlu, intitolato La Musica è Ribelle, programma condotto invece unicamente da Finardi con scalette musicali legate a tematiche da lui stesso selezionate di volta in volta.
Il 2018 è l'anno di un nuovo progetto teatrale, Finardimente, uno show misto di musica e parole che debutta in gennaio con un doppio sold out al Blue Note di Milano. Lo spettacolo, concepito e presentato nei primi mesi dell'anno nei teatri, viene poi riadattato e riproposto durante l'estate in location all'aperto.
A ottobre riprende inoltre l'impegno radiofonico di Eugenio su Radio InBlu. Il suo programma, La Musica è Ribelle, viene infatti riconfermato per il secondo anno di fila, mantenendo il medesimo format.
Nel 2020, a sei anni dall'uscita dell'ultimo album, pubblica una nuova canzone intitolata Milano chiama.
Il 14 ottobre 2022 esce Euphonia Suite, progetto con Mirko Signorile e Raffaele Casarano dove le canzoni sono legate come se fosse un unico grande pezzo, da cui il titolo. Il lavoro viene anticipato a giugno 2022 dal singolo Katia, con tanto di video ispirato al fumetto manga, e il 2 settembre dal singolo Una notte in Italia, cover di Ivano Fossati.
Il 9 maggio 2025 sulle piattaforme, e il 16 maggio 2025 in cd e vinile, esce Tutto, il suo ventesimo album in studio e probabilmente l'ultimo della sua carriera.
Nella sua carriera discografica ha inciso circa 240 brani, di cui oltre 40 cover.

## Strumentazione e turnisti celebri
Eugenio Finardi, oltre che cantante, compositore e talvolta paroliere, è anche un variegato polistrumentista. Suona prevalentemente la chitarra, acustica o elettrica. Talvolta si dedica anche al basso, al pianoforte e alla batteria elettronica. Tra i suoi strumenti più utilizzati ci sono due chitarre acustiche, una Taylor ed una Martin e diversi modelli di chitarra elettrica, tra cui una Fender Telecaster, una Gibson ES-175, una Gibson SG e una "Finardi Rebelcaster", strumento di fattura artigianale costruito apposta per lui, oltre ad alcuni modelli Epiphone, Ibanez e Vox, e a un modello vintage di Fender Jazz Bass.
Finardi è anche noto per aver collaborato con alcuni tra i migliori session men italiani degli anni '70 e '80. Nei suoi dischi hanno infatti trovato spazio musicisti di grande spessore come i tastieristi Mike Moran, Mark Harris e Patrizio Fariselli, i chitarristi Alberto Camerini, Paolo Tofani e Romano Trevisani, i bassisti Hugh Bullen, Stefano Cerri, Paolo Donnarumma, Ares Tavolazzi e Bob Callero e i batteristi Mauro Spina, Walter Calloni e Alfredo Golino o ancora il violinista Lucio Fabbri, il sassofonista Claudio Pascoli e Lucio Dalla al clarinetto (negli album Finardi e Secret Streets).

## Vita privata
Già sposato con Patrizia, a cui ha dedicato l'omonimo e celebre brano del 1981 pubblicato nell'album Finardi, ha avuto da lei due figli: Emanuele ed Elettra. Ad Elettra, nata con la sindrome di Down, il cantautore ha dedicato i brani Le Ragazze di Osaka e Amore diverso, entrambi nell'album Dal blu.
Successivamente, dopo una crisi matrimoniale, si è separato e da un'altra compagna ha avuto nel 1999 la terza figlia, Francesca. All'inizio degli anni 2000 ha sposato la sua nuova compagna, anche lei di nome Patrizia, vedova del designer Mario Convertino.

## Discografia

### Album in studio
- 1975 – Non gettate alcun oggetto dai finestrini(Cramps)
- 1976 – Sugo (Cramps)
- 1977 – Diesel (Cramps)
- 1978 – Blitz (Cramps)
- 1979 – Roccando rollando (Cramps)
- 1981 – Finardi (Cicogna)
- 1982 – Secret Streets (Fonit Cetra)
- 1983 – Dal blu (Fonit Cetra)
- 1985 – Colpi di fulmine
- 1987 – Dolce Italia
- 1989 – Il vento di Elora
- 1991 – Millennio
- 1996 – Occhi
- 1998 – Accadueo
- 2001 – O Fado (con Marco Poeta e Francesco Di Giacomo)
- 2003 – Il silenzio e lo spirito
- 2005 – Anima Blues
- 2008 – Il cantante al microfono
- 2014 – Fibrillante
- 2025 – Tutto

### Album dal vivo
- 1984 – Strade
- 2008 – Suono
- 2009 – Un uomo Tour 2009 (con due cover)
- 2013 – Musica ribelle Live  (con una cover)

### Raccolte (con inediti e/o riarrangiate)
Oltre alle seguenti, sono state pubblicate raccolte senza inediti, non riarrangiate e box con diversi album in studio.
- 1990 – La forza dell'amore (riarrangiata, con un inedito e una cover)
- 1993 – Acustica (riarrangiata, con un inedito, una traduzione e quattro cover)
- 1998 - Musica ribelle
- 2001 – La forza dell'amore 2 (con due cover e una nuova versione)
- 2002 – Cinquantanni (riarrangiata)
- 2007 – Un uomo (con tre inediti, una nuova versione e dodici rarità)
- 2012 – Sessanta (riarrangiata, con cinque inediti, di cui due in versioni differenti)
- 2022 – Euphonia Suite (riarrangiata)

### Singoli
- 1961 – Palloncino rosso fuoco
- 1973 – Spacey stacey/Hard rock honey
- 1975 – Soldi/Voglio
- 1976 – Musica ribelle/La radio
- 1976 – Non è nel cuore/Giai Phong
- 1977 – Tutto subito/Zucchero
- 1977 – Affetto/Op. 29 in Do maggiore
- 1978 – Cuba/Extraterrestre
- 1979 – 15 bambini/La canzone dell'acqua
- 1979 – Why love/Song fly high
- 1982 – Hostages/Beyond the Icy Rings of Saturn
- 1983 – Le ragazze di Osaka
- 1985 – Vorrei svegliarti/Ambaraboogie
- 1992 – Cinquecento sogni (per lo spot della Cinquecento)
- 1999 – Amami Lara
- 2012 – E tu lo chiami Dio
- 2012 – Surrender (cover a Sanremo con Noa)
- 2012 – Passerà
- 2020 – Milano chiama

### Partecipazioni
- 1993 – AA.VV. Il volo di Volodja con il brano Il canto della terra assieme a Marina Vlady
- 1994 – AA.VV. Quando... con il brano Ciao amore ciao
- 1994 – AA.VV. Omaggio a Pablo Milanés con il brano Lo sai (Ya ves)
- 1996 – AA.VV. Fatto per un mondo migliore con il brano Te vojo 'bbene assaje assieme ad Angelo Branduardi
- 2001 – AA.VV. Lettere celesti con il brano La preghiera di François Villon
- 2003 – AA.VV. Faber, amico fragile con il brano Verranno a chiederti del nostro amore
- 2003 – AA.VV. Danni collaterali con il brano Un uomo fortunato (Lucky man)
- 2012 – AA.VV. Per Gaber... io ci sono con il brano I reduci
- 2017 – AA.VV. Accarezzami musica con il brano Il grido

### Collaborazioni
- 1971 – Stormy Six L'unità nel brano La manifestazione (uscito nel 1972)
- 1971 – Nino Tristano in Suonate suonatori
- 1972 – Fratelli La Bionda in Fratelli La Bionda s.r.l.
- 1972 – Alphataurus in Chroma
- 1972 – Mario Barbaja in Megh
- 1974 – Claudio Fucci Claudio Fucci con il brano Tutto ciò che hai
- 1975 – Arti & Mestieri Giro di valzer per domani con il brano Rinuncia
- 1976 – Alberto Camerini Cenerentola e il pane quotidiano con il brano Cenerentola
- 1979 – Claudio Rocchi Non ce n'è per nessuno
- 1980 – Roberto Vecchioni Montecristo con il brano Reginella
- 1983 – Riccardo Zappa Riccardo Zappa (DDD 25457), con il brano Free Fall
- 1987 – Laura Valente Dolce Italia con il brano Amica
- 1993 – Grazia Di Michele Confini con il brano Cosa sarà di me
- 1993 – Timoria Viaggio senza vento con il brano Verso oriente
- 1994 – Claudio Rocchi Lo scopo della luna
- 1995 – Claudio Sanfilippo Stile libero con il brano Marietto
- 2003 – Fabio Concato Les nuits d'Afrique con il brano Les nuits d'Afrique e Les nuits d'Afrique (con Giò Di Tonno)
- 2005 – Ganaian The Thomas Sankara con il brano Voce su set da people free
- 2005 – Custodie Cautelari L'incoscienza con il brano L'incoscienza
- 2009 – Claudio Baglioni Q.P.G.A. con il brano Lungo il viaggio
- 2010 – Roberta Di Lorenzo L'occhio della Luna con il brano Anima, dolce, liquida
- 2012 – Roberta Di Lorenzo Su Questo piano che si chiama Terra con il brano E tu lo chiami Dio
- 2013 – Elio e le Storie Tese L'album biango con i brani A Piazza San Giovanni e Il Complesso del Primo Maggio
- 2014 – Afterhours Hai paura del buio? con il brano Lasciami leccare l'adrenalina
- 2017 – Train to roots Declaration n.6 con il brano Parole e musica
- 2017 – Ex-Otago Marassi (album) nella versione Deluxe con il brano I giovani d'oggi

## Partecipazioni al Festival di Sanremo
- Festival di Sanremo 1985 con Vorrei svegliarti
- Festival di Sanremo 1999 con Amami Lara
- Festival di Sanremo 2012 con E tu lo chiami Dio

## Libri
- Eugenio Finardi e Antonio G. D'Errico, Spostare l'orizzonte. Come sopravvivere a 40 anni di vita rock, Rizzoli, 2011, ISBN 978-88-17-04752-4.

## Riconoscimenti
- Gli è stato dedicato un asteroide, 79826 Finardi[22].
- Nel 2023 è uno dei vincitori del Premio Carosone[23], ritirato all'Arena Flegrea di Napoli. In questa occasione omaggia l'artista napoletano cantando Tu vuo fa l'Americano, accompagnata da una cover di Te voglio bene assaje, pezzo classico del repertorio napoletano.[24]
- Nel 2023 vince il premio Tirinnanzi alla carriera
- Nel Luglio del 2002 vince il Premio Lunezia alla Carriera
- Nel 2010 vince il Premio Lunezia Antologia per il valore musical-letterario del brano "Musica ribelle".[senza fonte]